# Bellibos (Bellibos) buzwilsoni
Bellibos (Bellibos) buzwilsoni is een pissebed uit de familie Munnopsidae. De wetenschappelijke naam van de soort is voor het eerst geldig gepubliceerd in 1979 door Haugsness & Hessler.